# Amphoe Yaha
Amphoe Yaha (thailändisch อำเภอ ยะหา) ist ein Landkreis (Amphoe – Verwaltungsdistrikt) im Westen der  Provinz Yala. Die Provinz Yala liegt im äußersten Süden der Südregion von Thailand an der Landesgrenze nach Malaysia.

## Geographie
Benachbarte Landkreise und Gebiete sind (von Westen im Uhrzeigersinn): Amphoe Kabang in der Provinz Yala, Amphoe Saba Yoi in der Provinz Songkhla sowie die Amphoe Mueang Yala, Krong Pinang und Bannang Sata wieder in Yala. Im Süden liegt der Staat Kedah von Malaysia.

## Geschichte
Im Jahr 1907 wurde das Gebiet des heutigen Landkreises Yaha von der Stadt (Mueang) Yala abgetrennt und daraus ein Amphoe eingerichtet.

## Verwaltung

### Provinzverwaltung
Amphoe Yaha ist in acht Unterbezirke (Tambon) eingeteilt, welche weiter in 48 Dorfgemeinschaften (Muban) unterteilt sind. 
| Nr. | Name          | Thai     | Dörfer | Einw.  |
| --- | ------------- | -------- | ------ | ------ |
| 1.  | Yaha          | ยะหา     | 8      | 14.512 |
| 2.  | La-ae         | ละแอ     | 6      | 04.256 |
| 3.  | Patae         | ปะแต     | 9      | 12.548 |
| 4.  | Baro          | บาโร๊ะ    | 7      | 09.409 |
| 6.  | Tachi         | ตาชี      | 6      | 02.087 |
| 7.  | Ba-ngoi Sinae | บาโงยซิแน | 6      | 07.530 |
| 8.  | Katong        | กาตอง    | 6      | 07.987 |

Die Nummern (Geocodes) 5 und 9 gehören zu den Tambon, aus denen heute Amphoe Kabang besteht.

### Lokalverwaltung
Es gibt zwei Kleinstädte (Thesaban Tambon) im Landkreis:
- Yaha (เทศบาลตำบลยะหา) besteht aus Teilen des Tambon Yaha.
- Patae (เทศบาลตำบลปะแต) besteht aus dem ganzen Tambon Patae.

Außerdem gibt es sechs „Tambon-Verwaltungsorganisationen“ (องค์การบริหารส่วนตำบล – Tambon Administrative Organizations, TAO) für die Tambon oder die Teile von Tambon im Landkreis, die zu keiner Stadt gehören.